# Thomas Rath (Modeschöpfer)

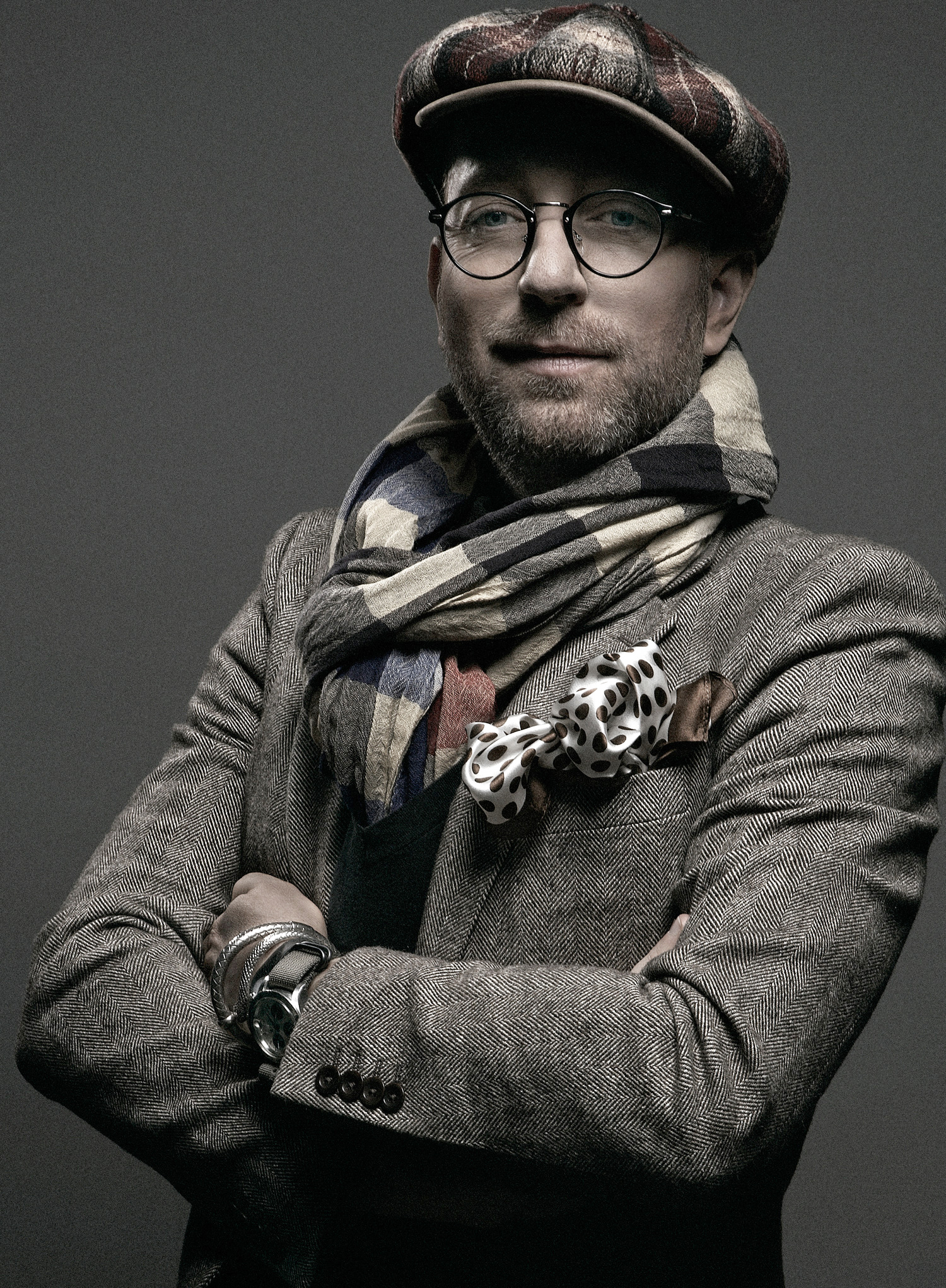
Thomas Rath (2012)

Thomas Rath (* 30. Dezember 1966 in Köln) ist ein deutscher Modedesigner, Modeunternehmer, Moderator sowie ehemaliger Juror der von ProSieben ausgestrahlten Fernsehsendung Germany’s Next Topmodel.

## Leben
Thomas Rath begann seine berufliche Laufbahn als Modedesigner bereits in sehr jungen Jahren. Entgegen der Familientradition, die über drei Generationen eine Wurstfabrik in Köln führte, entschied er sich schon während seiner Schulzeit für die  Modewelt. Als 19-Jähriger unterstützte er  auf Messen das Goldbacher Unternehmen Basler Fashion, in dem er für das Styling der Models bei Modeschauen verantwortlich war.
Nachdem er sich das Zeichnen selbst beigebracht hatte, wurde er zunächst Trainee und später Jungdesigner bei Basler Fashion. Später wurde er als Designer unter anderen für Windsor, Jil Sander, Mulberry und Escada tätig. 2010 gründete Thomas Rath sein eigenes Modelabel Thomas Rath.

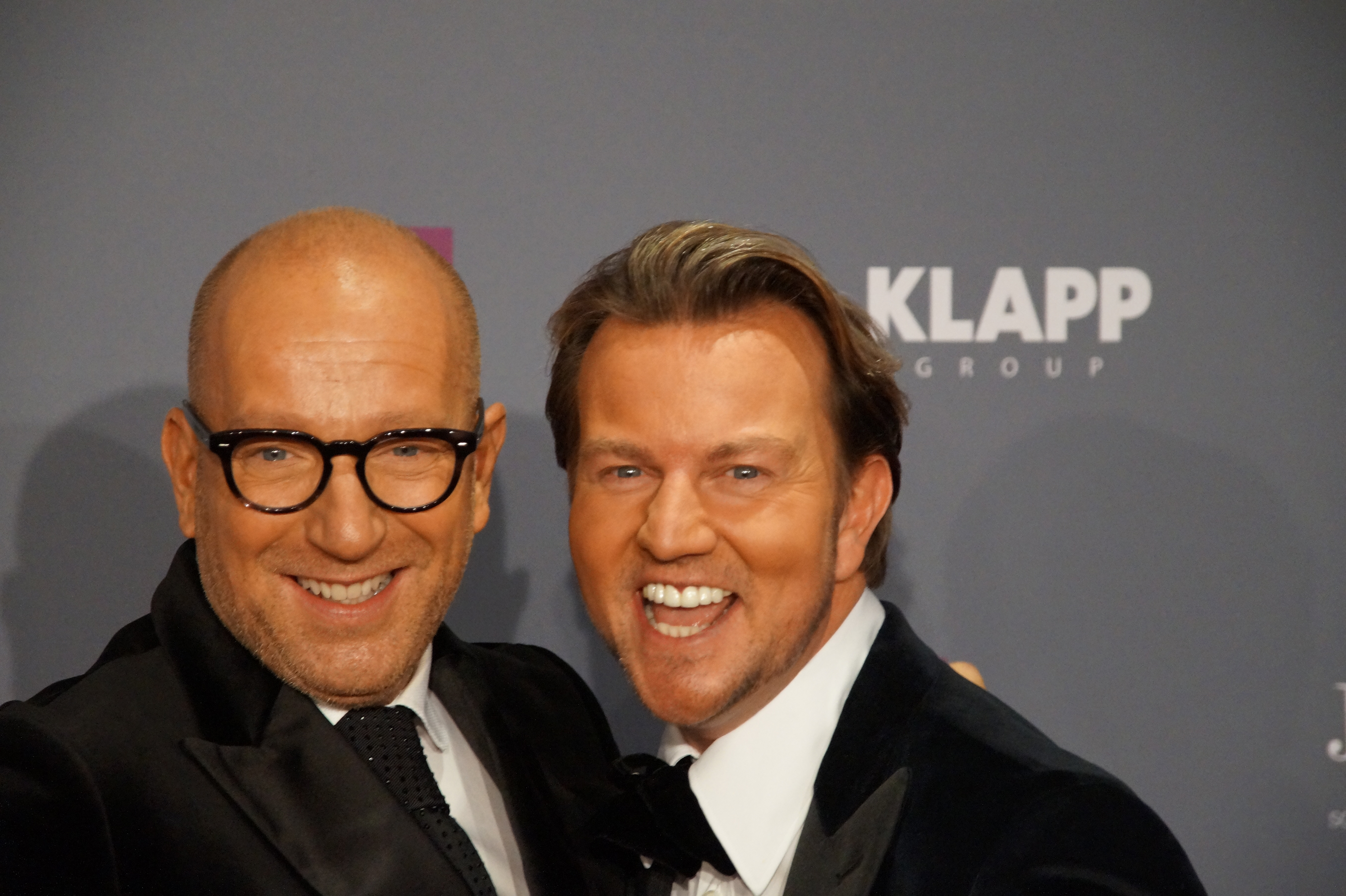
Thomas und Sandro Rath (2016)

Rath ist außerdem als Stylist tätig und kleidete unter anderem Claudia Schiffer, Linda Evangelista und Sarah Jessica Parker ein, für die er gemeinsam mit Escada-Gründer Wolfgang Ley ein Kleid für den Filmball schneiderte.
Thomas Rath lernte 1995 Sandro Rath kennen, mit dem er seit 2001 eine gesetzliche Lebenspartnerschaft führt. Sie leben in Düsseldorf. 2012 erregte er Aufsehen, als er sich gegen das Adoptionsrecht für gleichgeschlechtliche Paare aussprach: „Ein Kind braucht eine Mutter und einen Vater und sollte auch so aufwachsen und nicht mit zwei Männern“.

## Mode
Thomas Rath entwirft unter dem Begriff Semi Couture Kreationen für Frauen. Der Hauptsitz seines Unternehmens befindet sich in Düsseldorf. Im Jahre 2012 ging der Modeschöpfer eine Kooperation mit dem deutschen Hosenspezialisten Gardeur ein, für das er bis 2018 zweimal jährlich eine Kollektion unter dem Namen Thomas Rath Trousers entwarf. Seit 2019 führt er die Marke Thomas Rath Trousers in Eigenregie. Unter dem Label Thomas Rath Trousers Während der Berlin Fashion Week im Juli 2013 wurde erstmals die Kollektion Uomo by Thomas Rath vorgestellt. Im Mai 2014 ging der Designer eine Kooperation mit dem Teleshopping-Unternehmen QVC ein und präsentiert hier seine Kollektion THOM by Thomas Rath. Im November 2021 wurde bekannt, dass Rath im Januar 2022 zum Shoppingsender HSE wechselt. Mit seinem gleichnamigen Label Thomas Rath betreibt er 170 Verkaufsstellen im In- und Ausland. Er produziert seine Kollektionen in Italien.
2016 ging der Designer eine Kooperation mit dem Familienunternehmen Loevenich ein. Unter der Marke Thomas Rath Blue Label entstehen seitdem Designerhüte, -mützen und -kappen für Damen und Herren.
Von 2016 bis 2017 wurde Thomas Rath als Designer für Holiday on Ice engagiert und entwarf Kostüme für die Hauptdarstellerinnen der Show Time.
2017 präsentierte Thomas Rath in Kooperation mit der Frauscher Bootswerft ein neues Boot aus der Frauscher 1017-Reihe. Insgesamt wurden sieben Boote der Edition Thomas Rath gebaut.

## Medien
2011 und 2012 trat Rath als Juror von Germany’s Next Topmodel bei ProSieben auf. Seit 2013 ist er dort Gastjuror. Weitere Engagements als Stylingberater hatte er in der ProSieben-Sendung Beauty & The Nerd, im Celebrity-Magazin red! und im Sat.1-Frühstücksfernsehen. Im März 2013 spielte Rath in der ARD-Krimiserie Polizeiruf 110 einen Modelagenten. 2019 nahm Rath an der RTL-Tanzshow Let’s Dance teil.

## Ehrungen und Auszeichnungen
- 2013 German Lifestyle Award in der Kategorie „Mode & Marketing“ im Rahmen der Krefelder Fashion World[18]
- 2014 Europäischer Design-Botschafter für Deutschland, ernannt vom Verband Deutscher Mode- und Textildesigner (VDMD)[19]
- 2017 SPA Diamond Award in der Kategorie „Personality“[20]
- 2020 Modebusiness Award vom Verein Fashion Net Düsseldorf[21][22]
- 2021 Designer des Jahres 2021 vom VDMD und Council für Kunst und Design[23]
- 2023 Brillenträger des Jahres

## Filmografie
- 2011–2012: Germany’s Next Topmodel (Juror)
- 2013: Polizeiruf 110: Laufsteg in den Tod (als Stylist Jerome Bonnair)
- 2013: Grill den Henssler (Kandidat)
- 2013, 2020, 2021, 2023, 2024: Beauty & The Nerd (Stylingberater)
- 2013: Germany’s Next Topmodel (Gast-Juror)
- 2014: Bunte New Faces Award (Laudator)
- 2019: Let’s Dance (Kandidat)
- 2020: Promis backen privat

## Veröffentlichungen
- Thomas Rath: Der Fashion Rath: Für die Frau Dumont Buchverlag, 2013, ISBN 978-3-8321-9709-4.
- Thomas Rath: Der Fashion Rath: Für den Mann Dumont Buchverlag, 2013, ISBN 978-3-8321-9720-9.